# Electroandina
Electroandina es una empresa generadora de electricidad chilena. Opera la Central Termoeléctrica Tocopilla, construida en 1915.

## Historia
Construida en 1915 como Casa de Fuerza del mineral de Chuquicamata. Con la nacionalización del cobre en 1971, pasa a ser propiedad de CODELCO y se denomina desde 1975 Central Termoeléctrica Tocopilla. En 1983 al incorporarse al Sistema Interconectado del Norte Grande (SING) pasa a sumistrar electricidad para el Norte Grande (I y II regiones), principalmente a los yacimientos mineros, y no solo las labores industriales de la mina de Chuquicamata. 
Cambios de su administración han sido en 1987 cuando se crea como Division Tocopilla de CODELCO y en 1995 Central Termoeléctrica Tocopilla S.A., cambiando su nombre actual de Electroandina S.A. en 1996.
Desde el Año 2010 se empezará llamar E-CL junto a su filial Edelnor, producto de un cambio corporativo resultado de la compra de acciones de GDF SUEZ a Codelco.

## Propiedad de Electroandina
1987 se inicia un proceso de privatización. En 1996 entra la propiedad Inversora Eléctrica Andina compuesta por Tractebel (Bélgica), Iberdrola (España) y Enagás (Chile). En el 2000 Iberdrola y Enagas venden su participación a Tractebel. Tras ello la propiedad de Electroandina quedó conformada por CODELCO (34,8%) e Inversiones Tocopilla (65,2%). Inversiones Tocopilla esta a su vez conformada por Suez-Tractebel (51%) y CODELCO (49%). La participación consolidada en Electroandina, es por tanto: CODELCO (66,7%) y Suez-Tractebel (33,3%).

## Centrales eléctricas de Electroandina
La única central que posee es la Termoeléctrica Tocopilla.
| Unidades Tocopilla | año puesta en servicio | Tipo de turbina             | unidades | Total MW |
| ------------------ | ---------------------- | --------------------------- | -------- | -------- |
| U9-U10-U11         | 1960-1970              | Vapor- Fuel Oil Nro 6       | 3        | 120      |
| TG1-TG2            | 1975                   | diésel                      | 2        | 42       |
| U12-U13-U14-U15    | 1983-1990              | vapor-carbón                | 4        | 429,4    |
| TG3                | 1993                   | gas-diésel                  | 1 (dual) | 37,5     |
| U16                | 2000                   | ciclo-combinado gas natural | 1        | 400      |

- - Producción por Vapor-fuel oil Nro 6	120 MW (11,7%)
  - Producción por diésel 42 MW (4,1%)
  - Producción por vapor-carbón 429,4 MW (41,7%)
  - Producción por gas-diésel 37,5 MW (3,6%)
  - Producción por ciclo-combinado gas natural 400 MW (38,9%)
- Total producción Tocopilla: 1028,9 MW
- Total producción Electroandina: 1028,9 MW